# NGC 2641
NGC 2641 је лентикуларна галаксија у сазвежђу Велики медвед која се налази на NGC листи објеката дубоког неба.
Деклинација објекта је + 72° 53' 47" а ректасцензија 8h 47m 57,4s. Привидна величина (магнитуда) објекта NGC 2641 износи 14,0 а фотографска магнитуда 15,0. NGC 2641 је још познат и под ознакама UGC 4577, MCG 12-9-12, CGCG 331-65, CGCG 332-12, NPM1G +73.0042, PGC 24722.